# Vizzini
Vizzini (Bizzini in siciliano) è un comune italiano di 5 638 abitanti della città metropolitana di Catania in Sicilia.

## Geografia fisica

### Territorio
La città di Vizzini è un comune montano che si trova a 586 m s.l.m. nella zona sud orientale della Provincia di Catania nei pressi dell'altopiano collinare dei Monti Iblei, alle pendici del Monte Lauro che con i suoi 986 m s.l.m. delimita i confini provinciali tra i territori di Catania, Ragusa e Siracusa. La Città è compresa nell'antica regione del Val di Noto.
Nel territorio comunale nasce il fiume Dirillo che grazie a una diga artificiale chiamata Ragoleti, forma nei comuni limitrofi di Licodia e Monterosso Almo il bacino del Lago Dirillo, chiamato A' Diga dagli stessi vizzinesi.
È presente il borgo settecentesco di Cunziria, noto perché Giovanni Verga vi immaginò lo svolgersi del finale della novella Cavalleria Rusticana con il duello tra compare Turiddu e il suo rivale compare Alfio.

## Storia

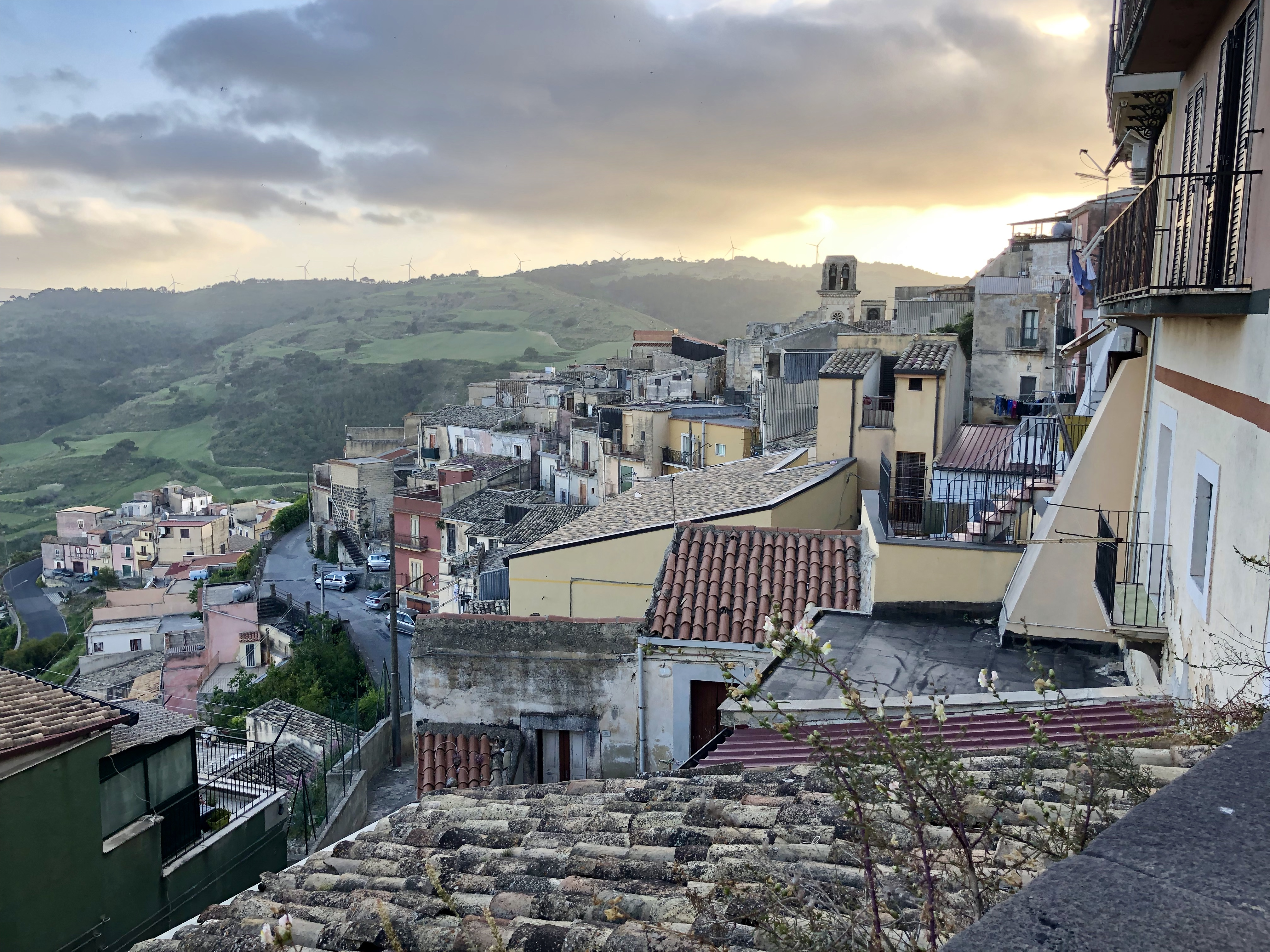
Veduta di Vizzini

La presenza di insediamenti umani a Vizzini risale a tempi molto antichi: ciò è testimoniato dalla presenza di numerose grotte trogloditiche e da ritrovamenti risalenti alla tarda età del bronzo (di questo periodo sarebbe il "ripostiglio" ritrovato da Ippolito Cafici, in contrada Tre Canali, oggi esposto nel Museo Paolo Orsi di Siracusa).
Secondo alcuni storici Vizzini sarebbe in realtà l'antica Bidi menzionata da Tucidide, Cicerone e Plinio. Tucidide, in particolare, narra di un certo Feace inviato in Sicilia dagli Ateniesi come ambasciatore per procurare, tra le colonie ioniche di Sicilia, alleati in favore dei Leontinesi per la guerra che questi condussero contro Siracusa nel V secolo a.C. Il fatto che Vizzini rispose a quell'appello conferma (insieme ai reperti archeologici rinvenuti in epoca greca) che la cittadina esistesse già prima del V secolo a.C. e che avesse raggiunto uno sviluppo tale da suscitare le attenzioni della potenza ateniese.
Il nome "Vizzini" si formò gradatamente, subendo diverse modificazioni fonologiche a causa di influenza apportate dai Greci, Latini, Bizantini, Arabi, Normanni, Svevi, Spagnoli, Austriaci, Francesi.
In origine il nome fu "Bidi", dal greco "βῇ δίς" ("bé-dis", andò due volte) perché, come afferma il Carta, l'antico fiume Achates (oggi Dirillo o Fiumegrande) lambiva da due parti il colle, sulla cui vetta fu fondata la città.
Sotto gli Arabi la parola subì un'altra trasformazione. In arabo le lettere "d" e "z" sono scritte con lo stesso segno distinto da un punticino, in seguito trascurato, per cui "Bidini" divenne "Bizini" e quindi "Vizini", con una sola zeta. L'uso dialettale seguito in alcuni centri siciliani di pronunciare raddoppiate talune consonanti portò infine il nome del paese a divenire "Vizzini", con due zeta.
Poche notizie si hanno quindi delle dominazioni greca, romana, bizantina e araba. Al periodo normanno risale la descrizione del celebre geografo Al Idrisi, che la descrive così: «siede alle falde d'un monte, ha i campi da seminagione e un buon terreno».

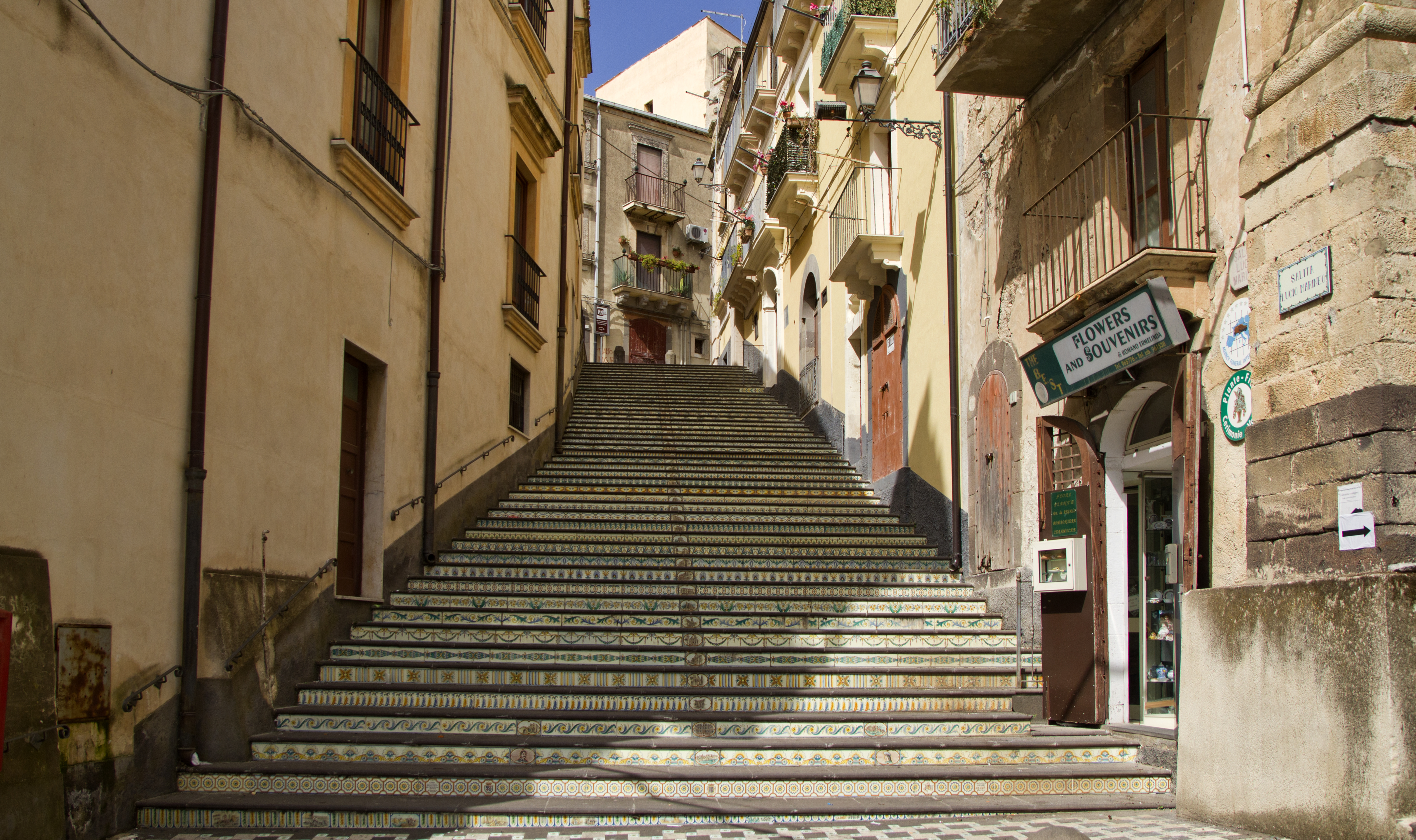
La scalinata di Salita Lucio Marineo, decorata con alzate in maiolica.

Nel 1105 è signore di Vizzini il normanno Achinus de Bizino, padre di Charluuri e di Galduino. Nel 1177 figura tra i testimoni alle nozze del re di Guglielmo II di Sicilia con Giovanna d'Inghilterra il conte Robertus de Bizino. È in questo periodo che si andò formando, attorno al Castello (che diventerà carcere in epoca borbonica, oggi non più presente), il primo nucleo della città, circondato da mura. Secondo la tradizione, nel 1224, sant'Antonio di Padova fondò nella cittadina il Convento dell'Annunziata, cosa per altro improbabile, visto che il santo di Padova era già partito con dei frati da Messina per salire l'Italia. La città conobbe un momento importante della sua storia quando, nel 1252, Corrado I di Svevia, re di Sicilia, le concesse il privilegio di "perpetua demanialità", impegnandosi a non concederla più in feudo. E anche quando, per ben sei volte, fu ceduta ad un feudatario, la città riuscì sempre ad affrancarsi. Nel 1255 papa Alessandro IV concesse Vizzini a Ruggero Fimetta, ma quando Manfredi diventò re di Sicilia, questi nominò conte di Vizzini Federico Maletta, alla cui morte, nel 1260, la città tornò verosimilmente demaniale.
Nel 1266 Vizzini passò con il resto della Sicilia sotto la dominazione angioina, ma nel 1282 la cittadina partecipò alla rivolta dei Vespri siciliani. Secondo Filadelfo Mugnos i baroni che organizzarono il moto a Vizzini furono il castellano Arnaldo Callari e Luigi Passaneto. Con l'intervento di Pietro III d'Aragona, passò con il resto della Sicilia sotto la dinastia aragonese. Nel 1299, in piena guerra tra Federico III d'Aragona e Carlo II d'Angiò per il possesso dell'isola, la città, guidata dai suoi nobili cittadini Giovanni Callari, Tommaso Lalia e Giovanni Landolina, si ribellò al sovrano aragonese riconoscendo come re di Sicilia il secondo. In questa fase di vera e propria guerra civile siciliana (in tale periodo iniziano infatti le lotte tra la fazione dei Latini, filoangioina, e la fazione dei Catalani, filoaragonese), i Vizzinesi saccheggiarono la vicina città di Gulfi (oggi Chiaramonte Gulfi). Da qui nacque la storica rivalità tra le due cittadine. Dopo la pace di Caltabellotta (1302), la città passò definitivamente sotto la dinastia aragonese e venne concessa prima a Manfredi Alagona, quindi al conte di Licodia Ughetto Santapau, nonostante fosse stata assegnata alla Camera Reginale, istituita da Federico III nel 1302. Solo nel 1403, dopo la ricostituzione della Camera Reginale a favore di Bianca di Navarra, Vizzini riacquisì la libertà.
Nei primi anni del XV secolo, la città modificò la sua struttura urbanistica espandendosi oltre le mura medievali, soprattutto verso est, sulla collina del Calvario, trovando tre assi principali di espansione che corrispondono alle attuali via Roma, via Vittorio Emanuele e via San Giovanni.
Durante il regno di Carlo V d'Asburgo la città, sia per arginare le pretese dei baroni vicini, sia per ingraziarsi il potere dei sovrani, cominciò ad acquistare, con ingenti somme, una serie di privilegi, come quello di perpetua demanialità e di mero et mixto imperio, oltre alla possibilità di eleggere un vero e proprio consiglio municipale, detto Senato, composto da giurati appartenenti alla nobiltà locale. La Mastra nobile della città di Vizzini elencava le famiglie patrizie che potevano accedere alle magistrature cittadine; al dì 28 gennaio 1808 trovavanosi nei ruoli le famiglie: Addo, Aliotta Ferreri, Bertone., Bruno, Caffarelli, Cafici, Cannizzaro, Catalano, Depetro, Florio, Gandolfo, Gaudioso, Giusino, Maggiore, Marini, Maugeri, Mondelli, Narritto, Passanisi Emmanuele, Terlati, Ventimiglia, Verga. Altre famiglie nobili di cui si ha memoria furono: Ingo, Mugnos, Rinaldi.
Vizzini fu annoverata tra le cinque città reginali dell'Isola, occupando il XXVIII posto nel Parlamento del Regno di Sicilia. Autorizzata a fregiarsi dello stemma regio, ebbe quindi, nel 1540, il titolo di Urbs Oboediens — "Città obbedientissima" — de facto equiparata alle città di Palermo, Catania, Messina nei privilegi, onori ed oneri e nelle immunità. In relazione al privilegio di avere un proprio Senato, la città ostentava la sigla S.P.Q.B.: Senatus PopulusQue Bidinensis.
Vizzini fino alla prima metà del Seicento ebbe una continua espansione, raggiungendo i 16 000 abitanti. Tuttavia, pur essendo diventata un centro sempre più influente, non si interruppe mai l'altalenante storia (già vissuta nel periodo medievale) che la vedeva sempre in lotta con i signori di turno, a cui la città era venduta per rimpinguare le casse reali.
Così fu nel 1648, quando venne data in feudo al genovese Nicolò Squittini. Solo dopo trent'anni, nel 1679, grazie all'opera di Giovanni Caffarelli riuscì, come era accaduto altre volte, a riconquistare la propria libertà.
Nel 1693 anche Vizzini subì le conseguenze devastanti del terribile terremoto che rase al suolo molti altri centri della Val di Noto. Morirono circa 2 500 persone, di cui 400 per il solo crollo della cupola della chiesa madre, mentre erano in preghiera per scongiurare il pericolo del terremoto, di cui solo due giorni prima si erano avvertite alcune scosse di entità minore.
Tuttavia, nonostante il terribile evento, Vizzini, così come molti dei centri colpiti, risorse e la ricostruzione fu un evento di grande portata sul piano sia sociale, che artistico e culturale.
Ne sono testimonianza i numerosi monumenti religiosi e civili sorti in questo periodo, alcuni dei quali di pregevole fattura.
Durante tutto il XVIII secolo Vizzini seguì le sorti di quasi tutti gli altri centri della Sicilia, con il passaggio alle dinastie degli Asburgo, dei Savoia e dei Borbone. In questo secolo Vizzini fu fiorente con le industrie dei formaggi, della pasta, della concia delle pelli, del sommacco, del legname delle cosiddette fiumare, con i suoi prodotti agricoli ed artigianali esportati nel circondario di Giarratana, Monterosso Almo, Buccheri, Francofonte, Grammichele, Licodia Eubea. Sin dal 1800, la città splendeva nei commerci, nelle costruzioni, nelle compravendite: di ciò rimane traccia sia negli archivi del Comune, che in quelli dei Regi Notaii Failla, Selvaggi, La Rosa, Passanisi e Falcone.
Nel 1848, Vizzini partecipò al moto carbonaro, e sventolò per la prima volta in cima al municipio il Tricolore, ma per poco tempo: le truppe borboniche repressero la rivolta ed i liberali vennero perseguitati. Nel 1860 molti Vizzinesi seguirono Giuseppe Garibaldi che era sbarcato in Sicilia ed entrarono a far parte delle camicie rosse. Quindi la città votò l'annessione al nascente Regno d'Italia. I sindaci, anche con la nuova monarchia, continuarono ad essere scelti tra i nobili locali: Catalano, Cafici, Passanisi, Gaudioso, Giusino e Caffarelli.
Come molti altri centri della Sicilia e del Mezzogiorno d'Italia, Vizzini subì una grande ondata emigratoria dopo la Seconda guerra mondiale, soprattutto verso l'Australia, la Germania e la Svizzera, passando da 20 885 agli attuali 5700 circa abitanti.

### Simboli
Lo stemma della città di Vizzini è stato concesso con decreto del presidente della Repubblica del 7 marzo 2005.
Stemma
Gonfalone

## Monumenti e luoghi d'interesse

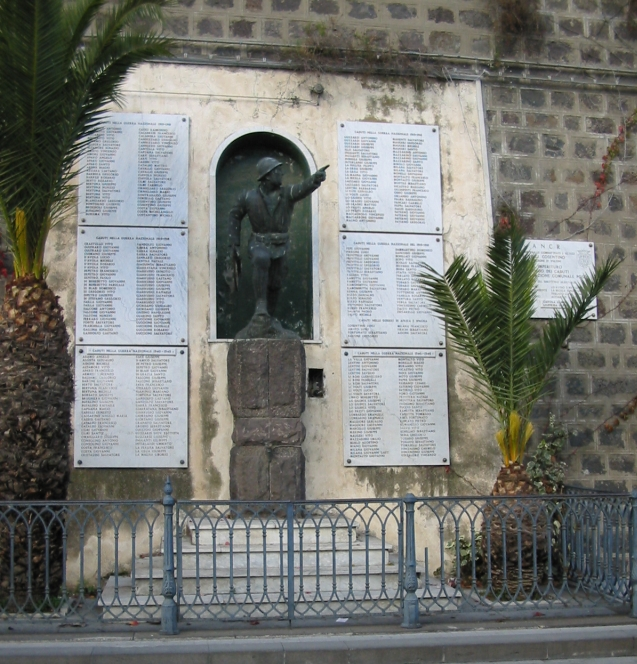
Monumento ai Caduti di tutte le guerre, realizzato nei primi anni Sessanta del secolo scorso e oggi ricollocato all'interno del Parco della Rimembranza

### Architetture religiose
- Duomo di San Gregorio Magno
- Basilica di San Giovanni Battista
- Chiesa di Santa Maria del Gesù
- Chiesa di Santa Lucia e convento della Santissima Annunziata dell'Ordine dei frati minori osservanti
- Chiesa di Sant'Agata
- Chiesa di San Giovanni Evangelista
- Chiesa di San Sebastiano
- Chiesa di San Vito
- Convento dei Cappuccini e chiesa di Santa Barbara
- Chiesa di S. Teresa

### Architetture civili
- Palazzo Gandolfo Maggiore e torrione
- Palazzo Cafici
- Palazzo Sganci
- Palazzo Verga
- Palazzo Ventimiglia
- Palazzo Cannizzaro
- Palazzo Passanisi
- Palazzo Rinaldi
- Palazzo Catalano
- Palazzo Caffarelli

•Recentemente, nella zona di Vizzini, un team di archeologi dell'Università di Gottinga ha effettuato una significativa scoperta: i resti di una domus romana risalente tra il II e il IV secolo d.C. Durante gli scavi, sono emersi i resti di un complesso residenziale di circa 30 per 13 metri, con una sala di rappresentanza dotata di un magnifico pavimento a mosaico, anche se parte del mosaico è stata danneggiata da plowing.

## Società

### Evoluzione demografica
Abitanti censiti

### Tradizioni e folclore

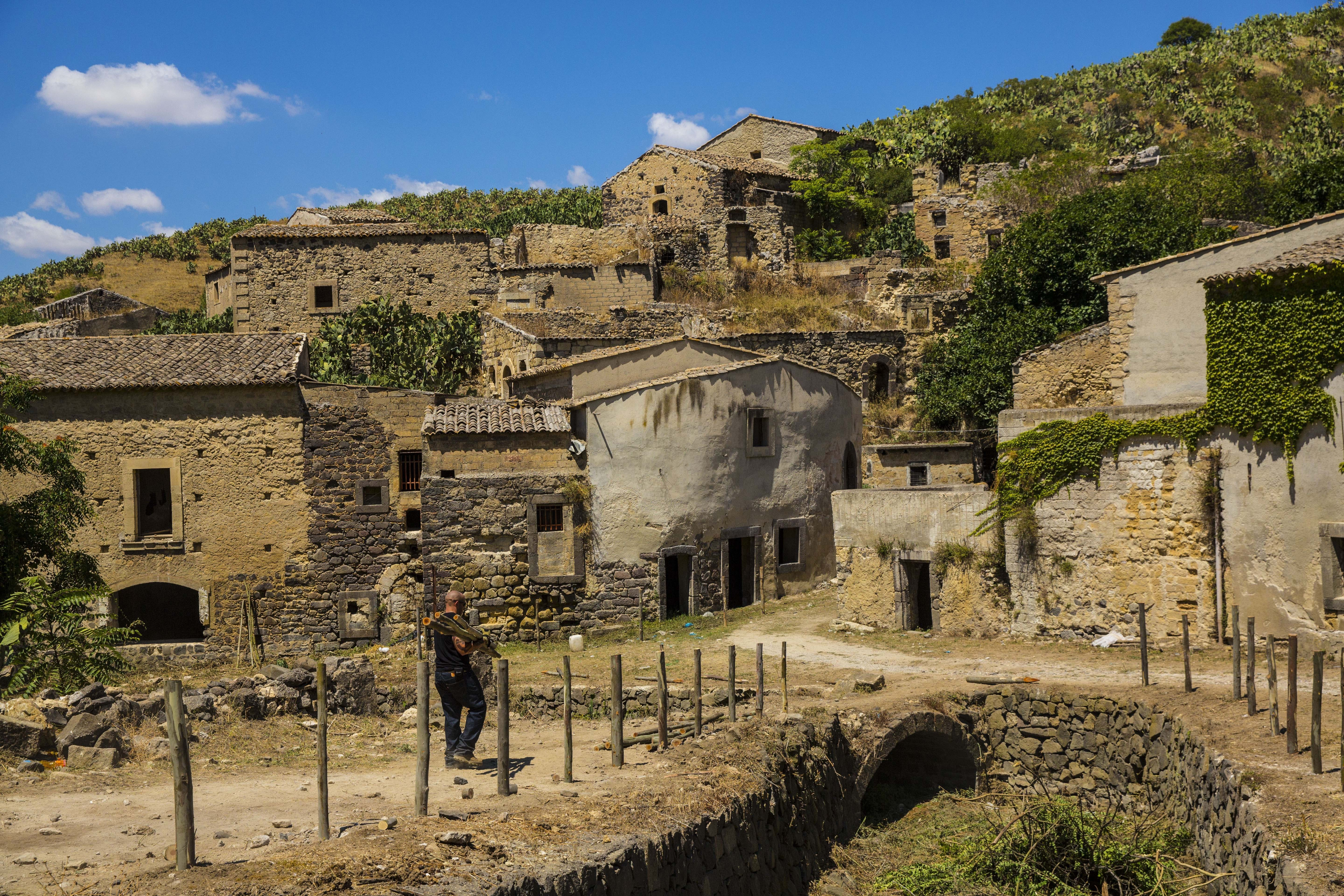
Il borgo di Cunziria

- Processione del Cristo alla Colonna - Mercoledì Santo
- Processione della "Addulurata" - Venerdì Santo una statua viene portata a spalla per tutte le vie del paese con termine alla chiesa di San Giovanni
- A' Cugnunta - Domenica di Pasqua nella Piazza del Municipio.
- Sagra della ricotta - 24 e 25 aprile
- Festa di San Giuseppe - 29 aprile
- Festa della Madonna dell'Itria (il nome è l'abbreviativo di Odigitria) - il martedì dopo Pentecoste:
- Festa di San Giovanni Battista - 28 e 29 agosto
- Festa del Patrono San Gregorio Magno - 2 e 3 settembre
- Tradizionale "fera ri muotti" - 30 / 31 ottobre e 1º novembre

## Economia
A Vizzini è nata l'azienda Di Blasi, casa costruttrice di ciclomotori, biciclette e tricicli pieghevoli.
È sviluppata anche la pastorizia e la connessa attività casearia con la produzione di ricotta in primis.
Dal 2022 la città fa parte del progetto del Primo parco mondiale dello stile di vita mediterraneo insieme ad altre 103 città del centro Sicilia.

## Gastronomia
La nucàtola è il dolce tipico di Vizzini alle mandorle e che si differenzia dalle classiche paste di mandorla. La leggenda narra che il dolce fu creato da Suor Gioconda nel 1800 come omaggio per la Notte Santa per i piccoli orfanelli del Convento di Santa Maria dei Greci. Suor Gioconda diede ai dolcetti la forma di un angelo dalle ali ricurve per donare serenità ai piccoli. Da allora è tradizione preparare le nucàtole come segno di fortuna e serenità. 

## Infrastrutture e trasporti

### Strade
- Strada statale 514 di Chiaramonte
- Strada statale 124 Siracusana
- Strada statale 194 Ragusana

### Ferrovie
Il comune è servito dalla stazione di Vizzini-Licodia, posta sulla ferrovia Catania-Caltagirone-Gela.
In passato era servito dalla ferrovia Siracusa-Ragusa-Vizzini, una linea a scartamento ridotto che percorreva la Valle dell'Anapo.

### Mobilità urbana
I trasporti interurbani di Vizzini vengono svolti con autoservizi di linea gestiti da Azienda Siciliana Trasporti (AST) ed Etna Trasporti.

## Amministrazione

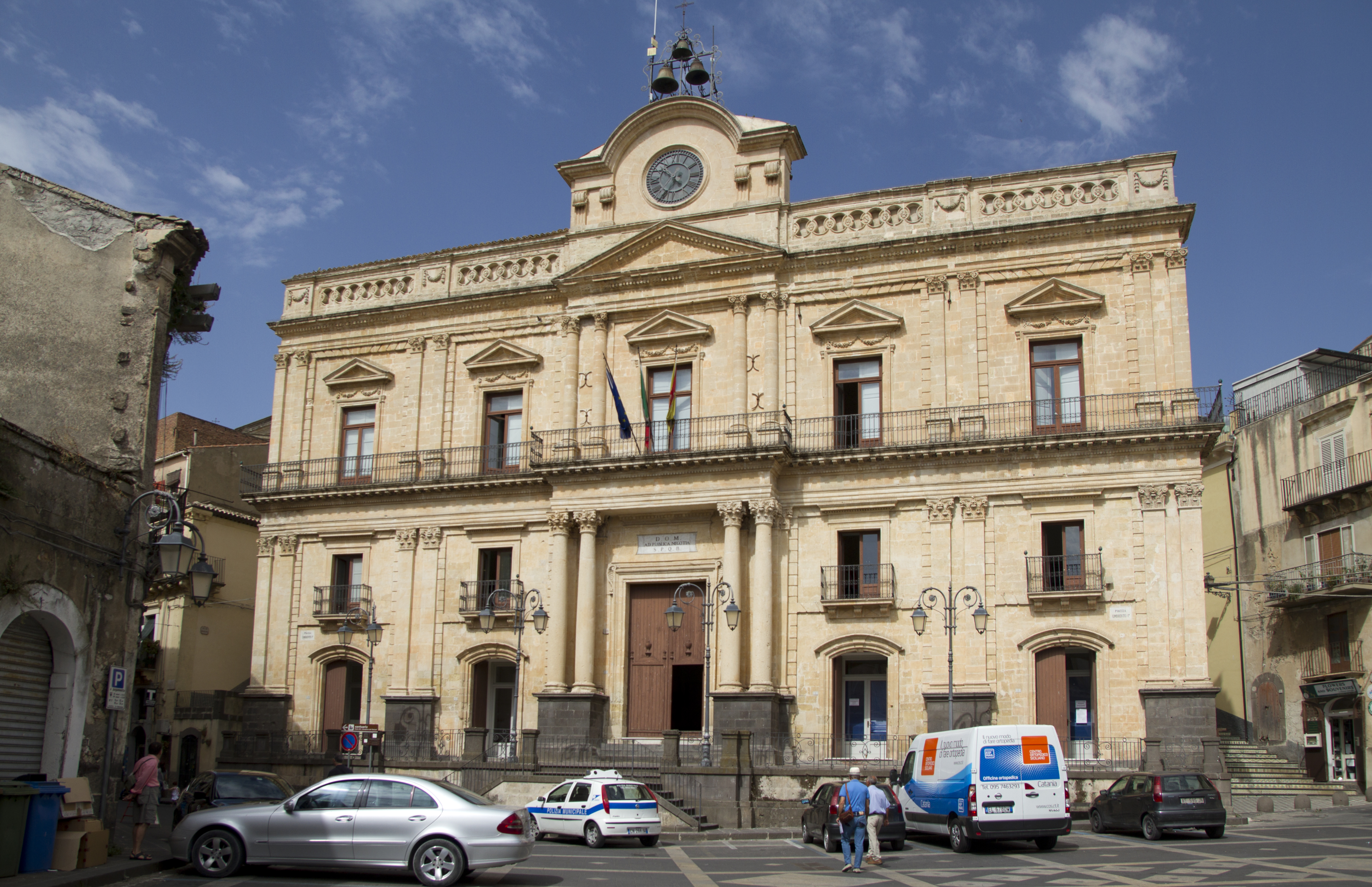
Municipio

Di seguito è presentata una tabella parziale relativa alle amministrazioni che si sono succedute in questo comune dal 1989 in poi.
| Periodo          | Periodo          | Primo cittadino                       | Partito                                       | Carica  | Note   |
| ---------------- | ---------------- | ------------------------------------- | --------------------------------------------- | ------- | ------ |
| 26 maggio 1989   | 3 settembre 1989 | Giuseppe Li Rosi                      | Democrazia Cristiana                          | Sindaco | [ 34 ] |
| 20 giugno 1990   | 10 dicembre 1992 | Salvatore Sebastiano Barresi          | Democrazia Cristiana                          | Sindaco | [ 34 ] |
| 7 dicembre 1993  | 1º dicembre 1997 | Giuseppe Li Volti                     | Movimento Sociale Italiano - Destra Nazionale | Sindaco | [ 34 ] |
| 1º dicembre 1997 | 28 maggio 2002   | Giuseppe Li Volti                     | lista civica                                  | Sindaco | [ 34 ] |
| 28 maggio 2002   | 15 maggio 2007   | Vito Saverio Cortese                  | Socialisti Democratici Italiani               | Sindaco | [ 34 ] |
| 15 maggio 2007   | 8 maggio 2012    | Vito Saverio Cortese                  | Democrazia è Libertà - La Margherita          | Sindaco | [ 34 ] |
| 8 maggio 2012    | 12 giugno 2017   | Marco Aurelio Sinatra                 | lista civica                                  | Sindaco | [ 34 ] |
| 12 giugno 2017   | 13 giugno 2022   | Vito Saverio Cortese                  | lista civica                                  | Sindaco | [ 34 ] |
| 13 giugno 2022   | in carica        | Salvatore Ferraro detto "Ture Follia" | lista civica                                  | Sindaco | [ 34 ] |

### Gemellaggi
- Aci Catena, dal 2005: gemellaggio istituito attraverso la cooperazione tra due associazioni dei rispettivi paesi: "Vizzini da scoprire" e "La Svolta", che si occupano di iniziative per la valorizzazione del territorio.
- Cerignola, dal 1997: gemellaggio culturale in occasione del cinquantesimo anniversario della morte del maestro Pietro Mascagni.
- Livorno: città che ha dato i natali a Pietro Mascagni, maestro divenuto famoso nel mondo grazie alla sua prima opera, Cavalleria rusticana.

## Sport
Ha sede nel comune la società di calcio A.S.D. Vizzini Calcio che ha disputato campionati dilettantistici regionali e attualmente milita nel campionato di Promozione Sicilia, mente la Bidi Basket, squadra di pallacanestro, è ormai sparita.